# Cora Tsouflidou
Cora Mussely Tsouflidou, née le 27 mai 1947 à Caplan en Gaspésie, est une entrepreneure québécoise œuvrant dans le domaine de la restauration ayant fondé la chaîne de restaurants Cora déjeuners.

## Biographie
Ses parents sont d'origine belge. En 1960, à l'âge de 13 ans, elle quitte sa famille et entreprend son cours classique à l'Institut Cardinal-Léger de Montréal , rêvant de devenir écrivaine. Avec l’aide de son père, elle fait l'acquisition d'un petit restaurant à Montréal qu’elle revend neuf mois plus tard.
Elle part ensuite habiter à Laval où elle obtient un emploi de gérante dans un restaurant. Épuisée par un nombre d'heures de travail trop grand, elle abandonne cet emploi. En 1987, elle achète à un vieux restaurateur grec un petit restaurant sur le boulevard de la Côte-Vertu, dans l’arrondissement de Saint-Laurent qui deviendra le premier restaurant Chez Cora déjeuners. 
En 1994, Franchises Cora inc. est créé. Une première franchise est accordée en avril 1994 pour l'ouverture d'un restaurant sous la bannière Cora déjeuners à Pointe-Claire, en banlieue de Montréal. Plusieurs dizaines d'autres franchises suivent au cours des années suivantes pour atteindre le nombre de 55 en 2010. En 2000, Cora Tsouflidou fonde The Cora Franchise Group dans le but de superviser l'expansion de l'enseigne. Le réseau de franchises atteint 131 établissements au Canada. Elle constate que les plats les plus appréciés de ses clients sont les petits-dejeuners, et choisit alors d'en faire sa spécialité, et de fixer ses heures d'ouverture tôt, à 6h15.
En 1998, Cora Tsouflidou crée la Fondation Cora pour soutenir l'aide aux enfants dans le besoin, l'entrepreneuriat chez les jeunes et chez les femmes." Depuis 2007 notamment, la Fondation Cora s’associe au Club des petits déjeuners, organisme fondé par Daniel Germain afin de venir en aide aux écoliers canadiens qui en ont besoin en leur fournissant un petit déjeuner avant qu'ils se rendent à l'école.
En 2006, elle passe le flambeau à son fils, Nicholas, qui devient à 34 ans le patron de l'entreprise. Elle demeure toutefois la principale actionnaire de l'entreprise et continue de présider le conseil d'administration de celle-ci.
En mars 2017, son fils Nicholas se fait enlever par un franchisé frustré et endetté.

## Autres fonctions
- Mentor au sein du réseau des femmes d’affaires du Québec[8]
- Présidente du conseil d'administration de VoirGRAND.tv[9]
- Depuis 2012 : Membre du conseil d’administration du Groupe Jean Coutu[10].
- 2013 : Présidence d’honneur de la 15e édition du Concours québécois en entrepreneuriat[11].

## Prix et distinctions
- 2016 : Prix Hommage de la Fondation de l’Association des restaurateurs du Québec[12]
- 2015 : Intronisée au Temple de la renommée du Conseil québécois de la franchise à titre de bâtisseur[13],[14]
- 2014 : Prix Veuve Clicquot de la Femme d’affaires[15]
- 2013 : Médaille du jubilé de diamant d'Élisabeth II[16]
- 2013 : Recognition Awards de l’Association canadienne de la franchise[17]
- 2011 : Intronisée au Club des entrepreneurs du Conseil du patronat du Québec[18]
- 2009 : RBC Canadian Woman Entrepreneur Awards dans la catégorie Bell Trailblazer Award[19]
- 2006 : Prix Femmes d’affaires du Québec dans la catégorie Entrepreneure, grande entreprise, décerné par le Réseau des femmes d’affaires du Québec[20],[21]
- 2005 : Intronisée au Temple de la renommée de l’Association canadienne de la franchise[22]
- 2004 : Intronisée au Temple de la renommée de l’Association canadienne des professionnels de la vente (en anglais "Canadian Professional Sales Association’s Hall of Fame")[22]
- 2003 : Prix du gouverneur général, Médaille du jubilé d'or[23]
- Grand Prix de l’entrepreneur d’Ernst & Young dans la catégorie Fabrication et produits de consommation[24]

## Publications
- Cora Tsouflidou, Déjeuner avec Cora, Éditions Libre Expression, 2001  (ISBN 9782891119528), (autobiographie)
- Cora Tsouflidou, Entre le soleil et moi, Éd. Marcel Broquet, 2011,  (ISBN 9782923860213), (autobiographie)
- Cora Tsouflidou, Cora : l'ordinaire endimanché, Éditions Libre expression, 2023  (ISBN 9782764816240), (recueil de textes)
- Jacqueline Cardinal, De Cora à Cora Déjeuners, Presses de l’Université du Québec, 2014, 248 p.  (ISBN 9782760540309) (biographie)

## Vie privée
Durant ses études pour l'obtention d'un baccalauréat es art, elle rencontre Ioannis Tsouflidis, un restaurateur d'origine grecque, qu'elle épouse par la suite. Le couple a trois enfants (une fille et deux garçons), puis se sépare après treize ans de mariage. Après leur divorce, elle se retrouve donc mère monoparentale.